# Бичиха (річка)
Бичи́ха — річка в Україні, в межах Шосткинського району Сумської області. Ліва притока Свиги (басейн Десни).

## Опис

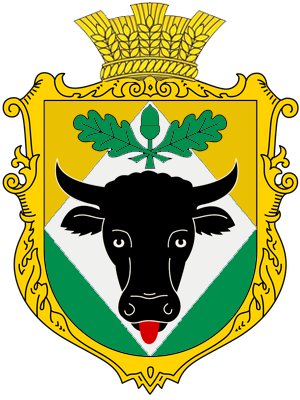
Герб села Дібрівка, де голова бика зображає річку Бичиха, а ріг - її притоку Роглазню

Довжина 29 км, площа водозбірного басейну 266 км². Похил річки 1,5 м/км. Долина трапецієподібна, завширшки до 4 км, завглибшки до 20 м. Річище завширшки 5 м. Використовується на сільськогосподарське водопостачання, рекреацію. Стік частково зарегульований ставками.

## Розташування
Бичиха бере початок на північний схід від села Степного. Тече переважно на захід, у нижній течії — на північний захід. Впадає до Свиги на північний захід від села Таборище.

## Притоки
- Змудка - ліва притока
- Річка без назви - ліва притока. Бере початок у селі Вовна. Тече переважно на північний схід і у Дібрівці впадає у Бичиху[1].
- Роглазня - права притока.